# Hino Kumazō

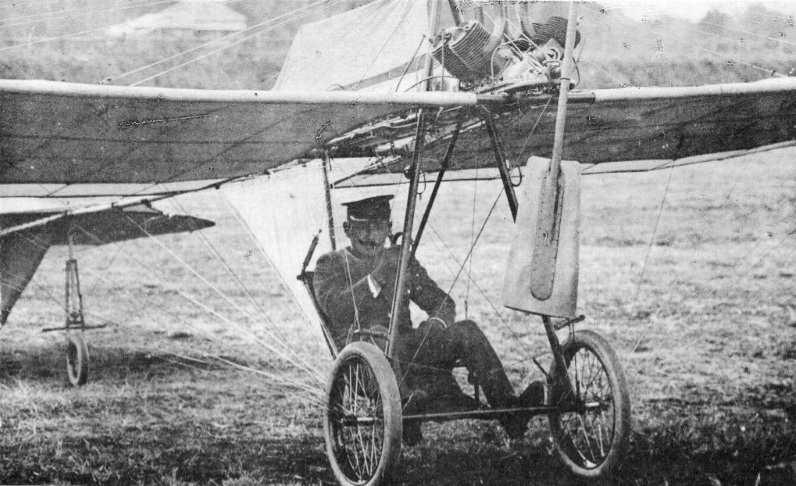
Hino Kumazō

Hino Kumazō (jap. 日野 熊蔵; * 9. Juni 1878 in Hitoyoshi; † 15. Januar 1946 in Hitoyoshi) war ein japanischer Luftfahrtpionier und Erfinder.

## Leben
Hino Kumazō wurde in der Präfektur Kumamoto in der Stadt Hitoyoshi als Sohn eines Samurai des Lehens Sagara geboren. Im Auftrag der Kaiserlich Japanischen Armee reiste Hauptmann Hino im Mai 1910 nach Deutschland, um die Luftfahrt zu erlernen und potentielle Flugzeuge für Japan zu erwerben. Hino machte seinen Pilotenschein in einem Wright Model A Doppeldecker auf dem Flugplatz Johannisthal in Berlin.
In den Grade-Werken erwarb er einen Grade Eindecker, Typ Libelle, den er nach Japan verschiffte. Dort wurde das Flugzeug wieder zusammengesetzt und zu einem der ersten Flugzeugprototypen Japans umgebaut. Noch im gleichen Jahr kehrte er nach Japan zurück, wo er am 19. Dezember 1910 mit dem Grade-Doppeldecker als erster Japaner in seinem Heimatland ein bemanntes Flugzeug in die Lüfte brachte.
Im Jahr 2010, zum 100-jährigen Jubiläum seines Pionierfluges, wurde Hino Kumazō post mortem mit der Ehrenbürgerwürde seiner Heimatstadt geehrt. Neben seiner Arbeit als Pilot forschte Hino außerdem im Bereich Automobile und Waffen. So entwickelte er die halbautomatische „Hino-Typ-Pistole“. Bei der Herstellung der Pistole verlor Hino einen Finger. Hino Kumazō starb am 15. Januar 1946 während der Massenarmut nach dem Zweiten Weltkrieg an Mangelernährung.